# 베네치아 산타루치아역
베네치아 산타루치아역(이탈리아어: Stazione di Venezia Santa Lucia)(IATA : XVQ)는 이탈리아 북동쪽에 있는 베니스의 중앙역이다. 종점이며 베니스의 유서 깊은 도시(Centro storico)의 북쪽 가장자리에 있다. 역은 베니스에서 가장 중요한 두 기차역 중 하나이다. 다른 하나는 베니스의 메스트레(Mestre) 본토 지구에 있는 주요 교차로인 베네치아 메스트레이다. 산타루치아역과 메스트레역은 모두 그란디 스타치오니에서 관리하며 폰테 델라 리베르타(Ponte della Libertà, 자유의 다리)를 통해 서로 연결된다.

## 위치
베네치아 산타루치아는 베니스의 유서 깊은 도시에 있는 6개의 유서 깊은 세스티에리 (지구) 중 최북단에 있는 카나레지오 지구에 위치하고 있다. 그것은 최북단 섬에 위치하고 있으며, 대운하의 서쪽 끝 근처에 있다. 역은 밀라노-베니스 철도의 267km 표시에 있다.
대운하 위의 다리인 폰테 델리 스칼치 (Ponte dei Scalzi)(맨발다리)는 역 앞의 중앙홀과 산타 크로체의 세스티에르를 연결한다.
베니스의 유서 깊은 도시는 1933년(도로교 및 로마 광장 건설)까지 강 보트나 철도로만 접근할 수 있었다. 그 이후로 주차장과 버스 정류장이 있는 도로운송을 위한 터미널이 건설되었다.

## 역사
산타 루치아 기차역 건설은 1860년 오스트리아 제국에서 시작되었다. 역 건물과 그 앞마당을 위한 공간을 만들기 위해 수녀원과 산타 루치아 교회는 1861년에 철거되었다. 역은 차례로 이 교회의 이름을 사용했다.
현재의 역 건물은 대운하를 마주하고 있는 몇 안 되는 모더니즘 건물 중 하나이다. 이것은 1924년 합리주의 건축가 안지올로 마초니가 시작하고 향후 10년 동안 그가 개발한 일련의 계획의 결과이다.
1934년 현재 역의 세부 설계 공모에서 비르질리오 발로트가 우승했다. 1936년과 1943년 사이에 마초니와 발로트는 역 건물 건설에 협력했다. 마초니는 또한 기차 홀을 디자인했다. 그러나 최종 시행은 2차 세계대전 이후에야 이루어졌다. 1952년에 역은 다른 건축가인 파울 페릴리가 개발한 디자인으로 완성되었다.
2009년 11월에 산타 루치아 역의 보수 공사가 시작되었다. 리노베이션 프로그램에는 공간 사용 및 내부 교통 흐름 개선이 포함될 것이다. 또한 특정 건축 요소가 복구 및 복원된다. 아트리움은 여러 소매 공간을 수용하도록 변경된다. 이 프로젝트는 2400만 유로의 비용으로 2012년에 완료되었다.

## 특징
현재의 역 건물은 낮고 넓기 때문에 주변을 지배하지 않는다. 정면 측면은 베네치아 사자로 장식되어 있다. 파사드 뒤에는 매표소, 상점, 사무실, 수하물 보관소가 있는 상당한 규모의 메인 홀이 있다. 메인 홀은 또한 역의 16개 플랫폼으로 연결된다.

## 운행편
역에는 다음 서비스가 제공된다.

### 고속
- 고속열차(트레니탈리아 프레치아로사) 베네치아-살레르노 : 베네치아 - 파도바 - 볼로냐 - 피렌체 - 로마 - 나폴리 - 살레르노
- 고속열차(이탈로 NTV) 베니스-나폴리 : 베니스 - 파도바 - 볼로냐 - 피렌체 - 로마 - 나폴리
- 고속열차(트레니탈리아 프레치아로사) 밀라노-베니스 : 베니스 - 파도바 - 비첸차 - 베로나 - 페스키에라 델 가르다 - 브레시아 - 밀라노
- 고속열차(트레니탈리아 프레치아로사) 베니스-로마 : 베니스 - 파도바 - 볼로냐 - 피렌체 - 로마
- 고속열차(트레니탈리아 프레치아르젠토) 베니스-로마 공항 : 베니스 - 파도바 - 페라라 - 볼로냐 - 피렌체 - 로마 - 로마 - 피우미치노 "레오나르도 다빈치" 공항
- 고속열차(트레니탈리아 프레치아르젠토) 베니스-나폴리 : 베니스- 파도바 - 페라라 - 볼로냐 - 피렌체 - 로마 - 나폴리
- 고속열차(트레니탈리아 프레치아비안카) 토리노 - 베니스 : 베니스 - 파도바 - 비첸차 - 베로나 - 페스키에라 델 가르다 - 브레시아 - 밀라노 - 노바라 - 베르첼리 - 토리노
- 고속열차(트레니탈리아 프레치아비안카) 레체-베니스 : 레체 - 브린디시 - 바리 - 포지아 - 테르몰리 - 페스카라 - 안코나 - 페사로 - 리미니 - 볼로냐 - 페라라 - 로비고 - 파도바 - 베네치아
- 야간열차(트레니탈리아 인터시티 나이트) 트리에스테-로마 : 트리에스테 / 트리에스트 - 고리치아 / 괴르츠 - 우디네 - 트레비시오 - 베네치아(산타루치아) - 베네치아(메스트레) - 파도바 - 몬셀리체 - 로비고 - 페라라 - 볼로냐 - 아레초 - 치우시-치치아노 테르메 – 로마

### 국내
- 지역열차(트레니탈리아 레기오날 익스프레스) 베니스-볼로냐 : 베니스 - 파도바 - 몬셀리체 - 로비고 - 페라라 - 볼로냐
- 지역열차(트레니탈리아 레기오날 익스프레스) 베니스-베로나 : 베니스 - 파도바 - 비첸차 - 산 보니파시오 - 베로나
- 지역열차(트레니탈리아 지역) 베니스-베로나 : 베니스 - 미라 미라노 - 파도바 - 그리시냐노 디 조코 - 비첸차 - 산 보니파시오 - 베로나
- 지역열차(트레니탈리아 지역) 베니스-우디네 : 베니스 - 트레비소 - 우디네
- 지역열차(트레니탈리아 지역) 베니스-코넬리아노 : 베니스 - 트레비소 - 코넬리아노
- 지역열차(트레니탈리아 지역) 베니스-포르토그루아로 캐롤 : 베니스 - 메돌로 – 산 도나 디 피아베 - 포르토그루아로 캐롤
- 지역열차(트레니탈리아 지역) 베니스-트리에스테 : 베니스 - 포르토그루아로 캐롤 – 몬팔코네 - 트리에스테 / 트리에스트
- 지역열차(트레니탈리아 지역) 고리치아 경유 베니스-트리에스테 : 베니스 - 트레비소 - 우디네 - 고리치아 / 괴르츠 - 트리에스테 / 트리에스트
- 지역열차(트레니탈리아 지역) 베니스-아드리아 : 베니스 – 피오베 디 사코 - 아드리아
- 지역열차(트레니탈리아 지역) 베니스-로비고 / 페라라 : 베니스 - 파도바 - 몬셀리체 - 로비고 - 페라라
- 지역열차(트레니탈리아 지역) 베니스-바사노 델 그라파 : 베니스 – 피옴비노 디세 – 카스텔프란코 베네토 - 바사노 델 그라파

### 국제편
(독일의 경우 D, 오스트리아의 경우 A, 프랑스의 경우 F, 스위스의 경우 CH, 영국의 경우 GB)
2016년 12월 11일, 모든 ÖBB 유로나이트 서비스가 나이트젯(Nightjet)으로 브랜드가 변경되었다.
- 인터시티 (ÖBB Railjet) 베니스-비엔나 : 베니스 - 트레비소 - 우디네 - 타르비시오 - 빌라흐(A) - 클라겐푸르트(A) - 레오벤(A) - 브뤼크(A) - 비너 노이슈타트(A) - 비엔나(A)
- 인터시티 (SBB CFF FFS 유로시티) 제네바-베니스 : 제네바 / Genf (CH) - 로잔(CH) - 몽트뢰 (CH) - 시옹 (CH) - 브리크 (CH) - 도모도솔라 – 갈라라테 - 밀라노 - 브레시아 - 페시키에라 델 가르다 - 베로나 - 파도바 - 베니스
- 인터시티 (ÖBB Eurocity) 뮌헨-베니스 : 뮌헨(D) - 로젠하임(D) - 인스부르크(A) - 브레너(A) - 볼차노 - 베로나 - 베니스
- 야간열차 (ÖBB EuroNight) 비엔나-베니스 : 비엔나(A) - 비엔나 노이슈타트(A) - 장크트-폴텐(A) - 린츠(A) - 잘츠부르크(A) - 필라흐(A) - 우디네 - 코넬리아노 - 트레비소 - 베니스
- 관광열차 (베니스-심플론 오리엔트 익스프레스) 베니스-런던 : 베니스 - 베로나 - 인스부르크(A) - 파리(동쪽)(F) - 런던(빅토리아)(GB)

## 같이 보기
- 이탈리아의 철도